# Близнюки (повість)
«Близнюки́» (рос. «Близнецы») — повість Тараса Шевченка російською мовою 1855 року, написана ним під час його заслання у Новопетровському укріпленні.

## Написання
Повість «Близнецы» Шевченко розпочав, очевидно, 1855 року, саме в цей час поета особливо цікавили питання виховання, проблеми морального виродження представників заможного стану, зокрема під впливом військового середовища. В цьому плані «Близнецы» ніби логічно продовжують тему повістей «Несчастный» та «Капитанша», створених у першій половині 1855 року. Аргументом на користь віднесення повісті до 1855 року може бути також використання у «Близнецах» ремінісценцій зі «Слова о полку Ігоревім» та «Истории русов» («Літопису Кониського»), які в цей час читав Шевченко (листи до А. О. Козачковського від 14 квітня та до О. М. Бодянського від 1 травня і 3 листопада 1854 року). Завершена повість, найімовірніше, також 1855 року, тобто через місяць і 10 днів після початку роботи над нею. Цю гіпотезу підтверджує передусім текст автографа, який має всі ознаки скоропису: неуніфіковані імена персонажів, позначені лише початковими літерами власні імена та назви, недописані слова, пропуски, плутану нумерацію окремих аркушів, текстові повтори, випадки синтаксичної неузгодженості, невиваженість пунктуації тощо. Таким чином повість орієнтовно датується дослідниками: 10 червня — 20 липня 1855 року, під час перебування Шевченка у Новопетровському укріпленні.

## Видання
Першою згадкою повісті у друкованих виданнях стало повідомлення М. М. Лазаревського про продаж рукописів російських повістей Шевченка — «Извещение о прозаических сочинениях Т. Гр. Шевченка на великорусском языке»: «Близнецы, 10 июня и 21 июля, 13 1/3 л. — 1/4 л.» в журналі «Основа» за 1862 рік (№ 3. — С. 142) з опискою в даті завершення роботи над повістю: «21 июля» замість «20 июля». У повідомленні мова йде про автограф, що нині зберігається в Інституті літератури ім. Т. Шевченка.
Вперше повість надруковано за цим автографом у журналі «Киевская старина» (1886. — № 10. — С. 199 — 251; № 11. — С. 409 — 444; № 12. — С. 589 — 626). Текст першодруку має значну кількість відхилень від автографа. Частина з них виникла внаслідок неправильного прочитання оригіналу. Наприклад, в автографі: «разной величины кипарисных образков» (аркуш 63), в «Киевской старине»: «разной всячины кипарисных образков» (№ 10. — С. 221); «шагал наш педагог» (аркуш 72) — «шагал наш педант» (№ 10. — С. 224); «И в Степе пошевельнулася страстишка» (аркуш 74) — «И в Степе шевельнулися страстишки» (№ 10. — С. 226); «После борщу» (аркуш 92) — «Поев борщу» (№ 10. — С. 233) тощо.
Значна кількість відмін від автографа — скорочення і дописування речень, перестановка і заміна слів та інші стилістичні виправлення — з'явилася внаслідок довільного редагування тексту. Так, наприклад, в автографі: «Зерно упало на добрую землю» (аркуш 41), в «Киевской старине»: «Зерно упало на добрую почву» (№ 10. — С. 209); «независимо от дружней диссертации» (аркуш 42) — «независимо от диссертации друга» (№ 10. — С. 210); «он не забывал и физических своих потребностей, или, лучше сказать, они сами за себя напоминали» (аркуш 51) — «он не забывал и хозяйства» (№ 10. — С. 214); «в Свичкино Городище» (аркуш 91) — «в Свечкино урочище» (№ 10. — С. 231); «После борщу и продолжительной тишины Степан Мартынович проговорил» (аркуш 92) — «Степан Мартынович принялся снова за борщ и после долгого молчания проговорил» (№ 10. — С. 233); «в скором времени» (аркуш 172) — «скоро» (№ 11. — С. 429) тощо.
Вперше повість введено до збірки творів у виданні: «Поэмы, повести и рассказы Т. Г. Шевченка, писанные на русском языке. С портретом поэта» / Издание редакции «Киевской старины». — Киев, 1888. — С. 134 — 259.

## Сюжет
Повість «Близнецы» — багатоплановий твір. У ній Шевченко порушує тему нового героя — інтелігента-різночинця, започатковану у повістях «Варнак» та «Музыкант», продовжує розробляти тему згубного впливу військового середовища на формування людської особистості, знову торкається однієї з головних тем своєї творчості — теми покритки. Головна проблема твору — проблема виховання — була актуальною в українській та російській літературі 1830—1840-х років. Питання формування особистості молодої людини, зокрема питання виховання, розглядалися також у публіцистиці (журналах «Современник», «Отечественные записки», «Морской сборник»), в статтях М. О. Добролюбова, М. І. Пирогова та інших авторів. На утвердженні суспільного та естетичного ідеалу в повісті певною мірою позначилась сентиментально-романтична традиція Г. Ф. Квітки-Основ'яненка, П. О. Куліша. Водночас у «Близнецах» Шевченко вперше звертається до педагогічних ідей Г. С. Сковороди. Український філософ-просвітитель не тільки одна з дійових осіб твору. Його думки про необхідність для щастя людини обрання праці за покликанням, високої моральності, гармонійного розвитку особистості сповідують герої повісті Никифор Федорович та Саватій Сокири. Чесна праця, демократичний, здоровий побут героїв, а також реальні прикмети їхнього життя — дозвілля на пасіці за читанням в оригіналі Горація, Гомера, «Псалмів Давидових», гра на скрипці — все це вводить читача у світ етичних ідей Сковороди.
За своїми жанрово-стилістичними особливостями (багатолінійний сюжет, ліризація розповіді, звертання до читача та дійових осіб, введення до повісті елементів епістолярного та мемуарного жанрів) твір стоїть близько до української та російської прози 1830—1840-х років (М. В. Гоголь, Є. П. Гребінка, Г. Ф. Квітка-Основ'яненко, М. П. Погодін, О. С. Пушкін, М. Ю. Лермонтов).
Ряд епізодів «Близнецов» має автобіографічну основу. В них передано враження Шевченка від подорожі до Полтавської губернії, зокрема до Переяславщини, про перебування у Києві тощо. Подробиці з життя Шевченка на засланні використано в змалюванні епізодів перебування Саватія Сокири в Оренбурзі та його подорожі до Орської фортеці.
У повісті відбито літературні зацікавлення Шевченка. Поет у різних формах висловлює своє ставлення до творів Г. С. Сковороди, І. П. Котляревського, О. О. Шаховського, М. В. Гоголя, до української народної творчості, а також до літературної полеміки, яка точилася на сторінках таких періодичних видань, як «Отечественные записки», «Библиотека для чтения», зокрема з приводу появи поеми Гоголя «Мертвые души».

## Автограф
Чорновий автограф повісті «Близнюки» зберігається в Інституті літератури ім. Т. Шевченка (ІЛ, ф. 1, № 90).
Рукопис in 4° чорнилом на 54 аркушах, за авторською нумерацією — на 27 подвійних аркушах сірувато-жовтого паперу. На аркушах 131 та 232-3, які спочатку були використані Шевченком для малювання, збереглися ескізи олівцем. Неоднакові відтінки чорнила, папір різних гатунків, непослідовна нумерація окремих аркушів, недописані сторінки свідчать про те, що робота над твором ішла з перервами. В автографі велика кількість виправлень та доповнень, зроблених в основному в процесі написання повісті. Текст твору остаточно не викінчений. Імена й прізвища персонажів та історичних осіб, географічні назви, назви журналів і літературних творів й інше — позначено здебільшого лише початковими літерами, імена персонажів не уніфіковано, часто не вистачає потрібних за змістом слів, іноді слово повторюється двічі, трапляються випадки логічної та граматичної неузгодженості, в окремих словах є пропуски складів, літер, деякі слова не дописано.
Автограф датований: на аркуші 12 над текстом зазначено початок роботи над твором — «10 июня», на останньому аркуші 27, під текстом, так само без зазначення року, — її закінчення: «20 июля».